# Pferdebahn

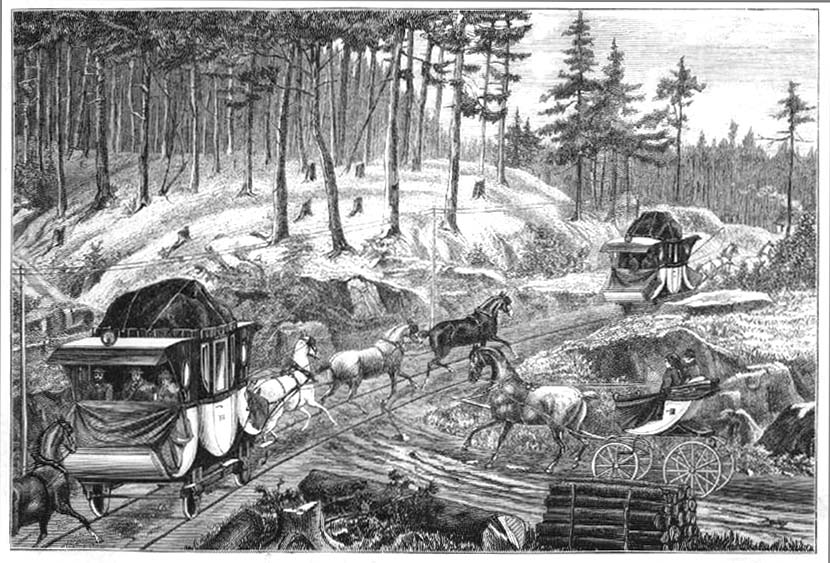
Personenverkehr I. Klasse auf der Strecke Linz–Budweis, Zeichnung von A. Krúzner

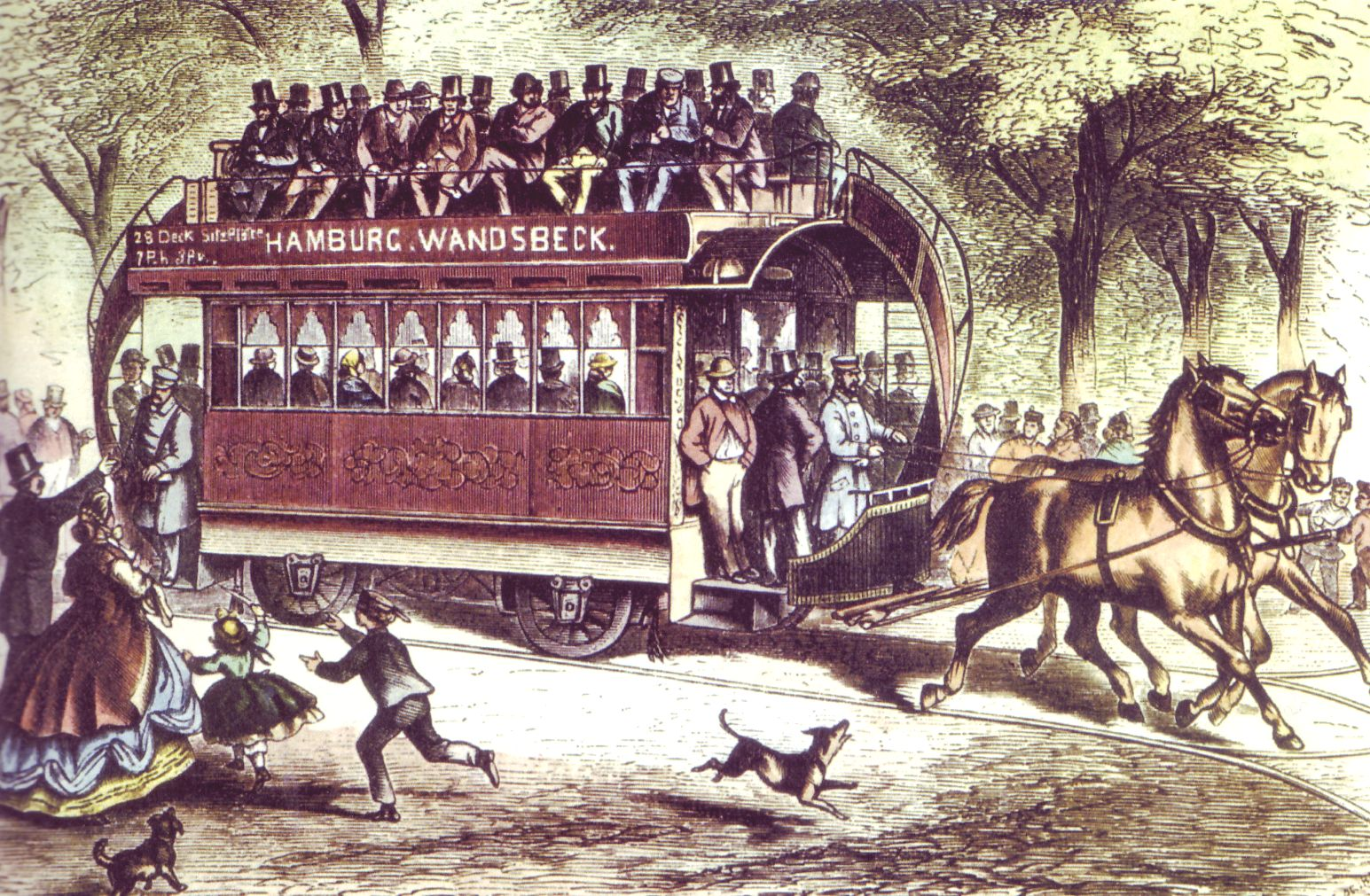
Die erste Pferdebahn zwischen Hamburg und Wandsbek nahm ihren Betrieb 1866 auf

Eine Pferdebahn, Pferdeeisenbahn, Pferderollbahn, Pferdestraßenbahn, Pferdetramway, Pferdetram oder schweizerdeutsch Rösslitram ist ein auf Schienen laufendes Verkehrsmittel, bei dem Pferde beziehungsweise seltener Maultiere oder Ochsen als Zugtiere dienen. Pferdebahnen gelten als technische Vorläufer der heutigen Eisenbahnen und Straßenbahnen, die heute in aller Regel mittels Lokomotiven oder Triebwagen bewegt werden.

## Eisenbahn

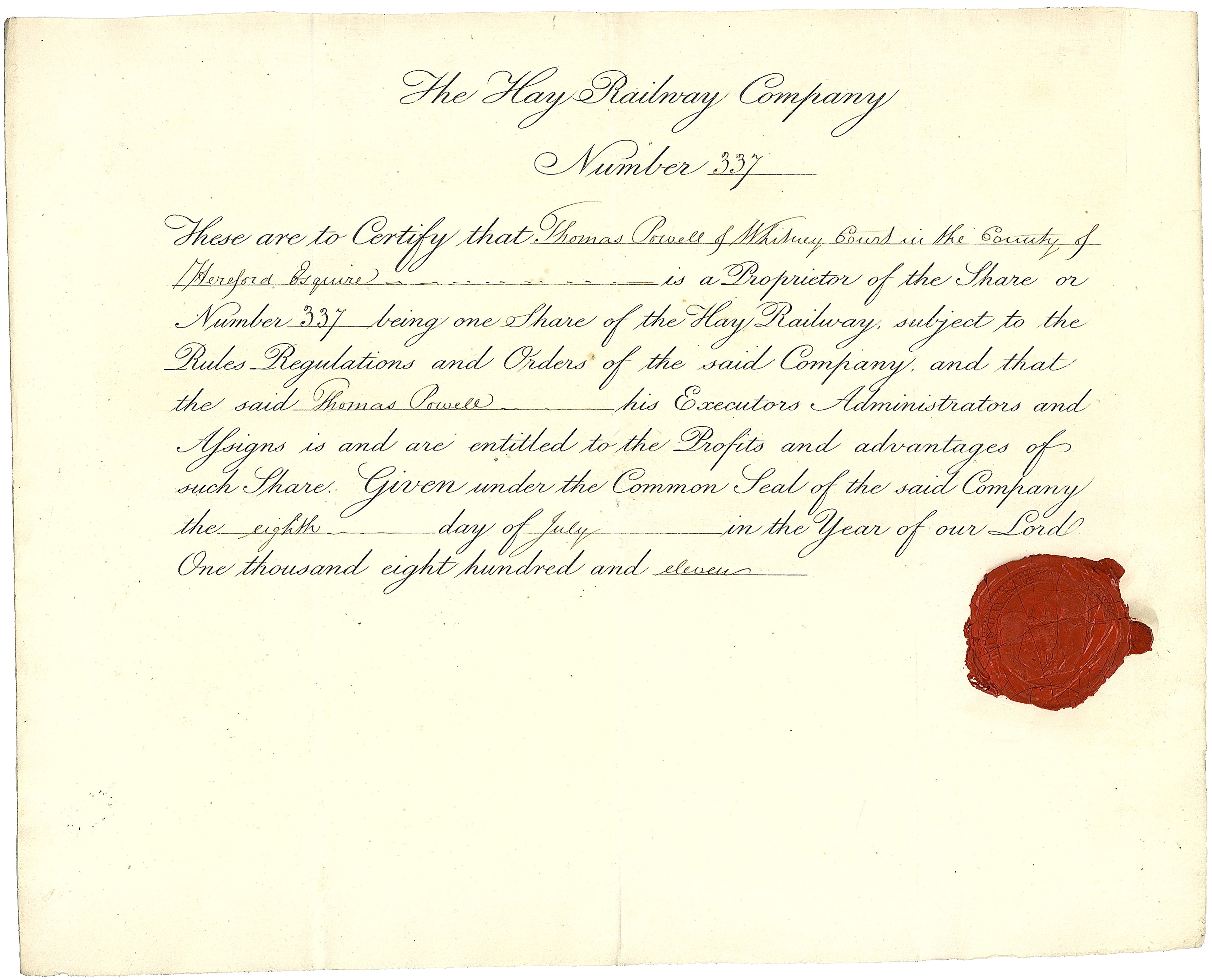
Aktie der Hay Railway Company vom 8. Juli 1811 aus dem Gründungsjahr der Güterbahn

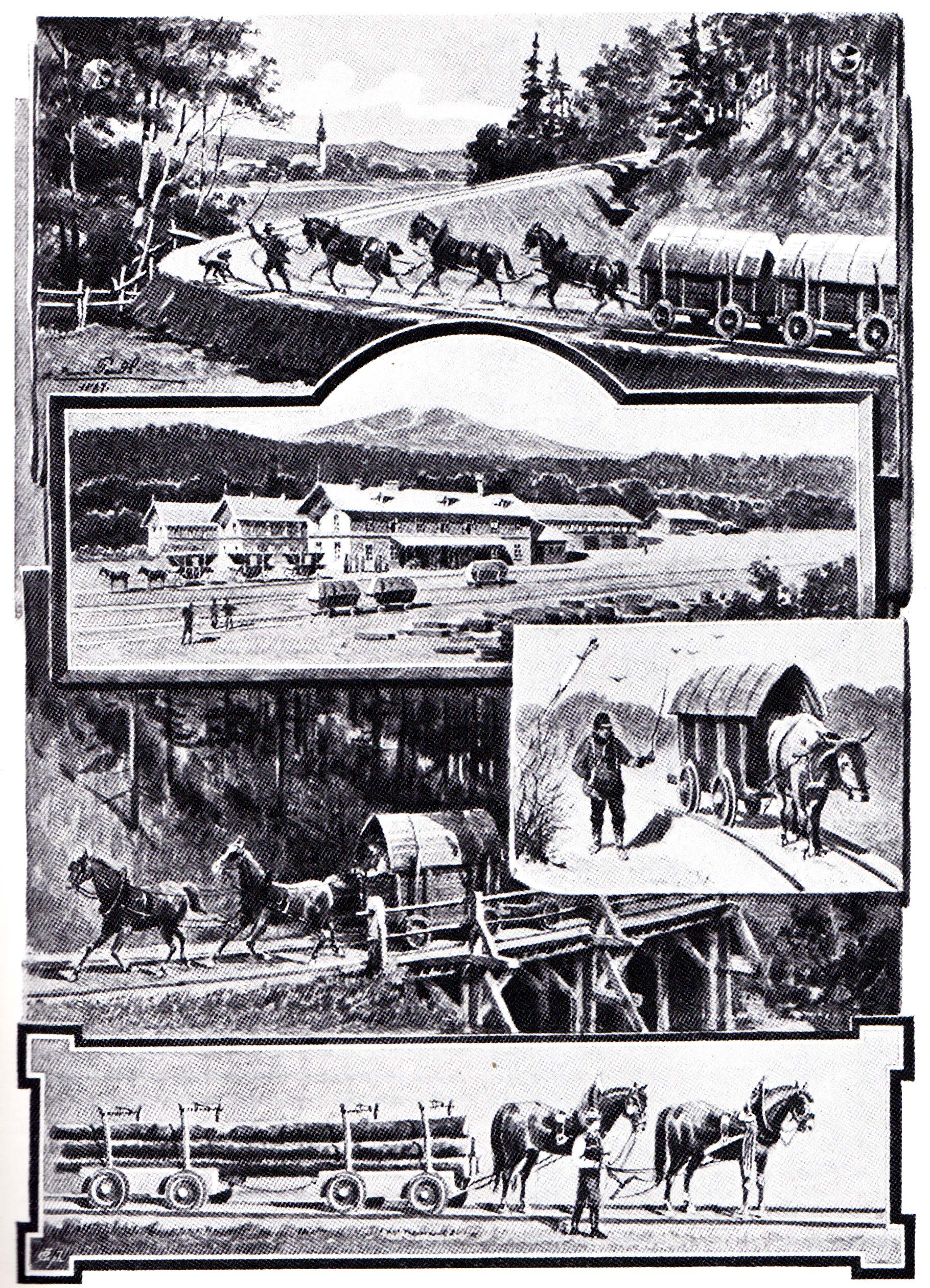
Linz–Budweis: Bilder nach Aquarell-Skizzenvon Fr. Hölzlhuber

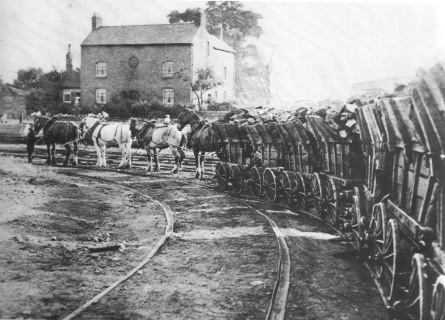
Letzte Fahrt auf der 1792 angelegten Derby Canal Railway, 1908

Die ersten Eisenbahnen auf eisenbeschlagenen Holzbohlen wurden mit Arbeitspferden als Zugtieren betrieben; es waren meist kurze Grubenbahn-Strecken. Doch gab es auch längere Strecken, so war beispielsweise die Pferdeeisenbahn Budweis–Linz–Gmunden, auf der Pferde die Kutschen und Wagengespanne zogen, 128 Kilometer lang. Im Ruhrgebiet gab es schon vor der Eröffnung der ersten mit Dampflokomotiven betriebenen Eisenbahnen um 1835 bis 1838 ein Pferdebahn-Netz von etwa 50 km Gesamtlänge.

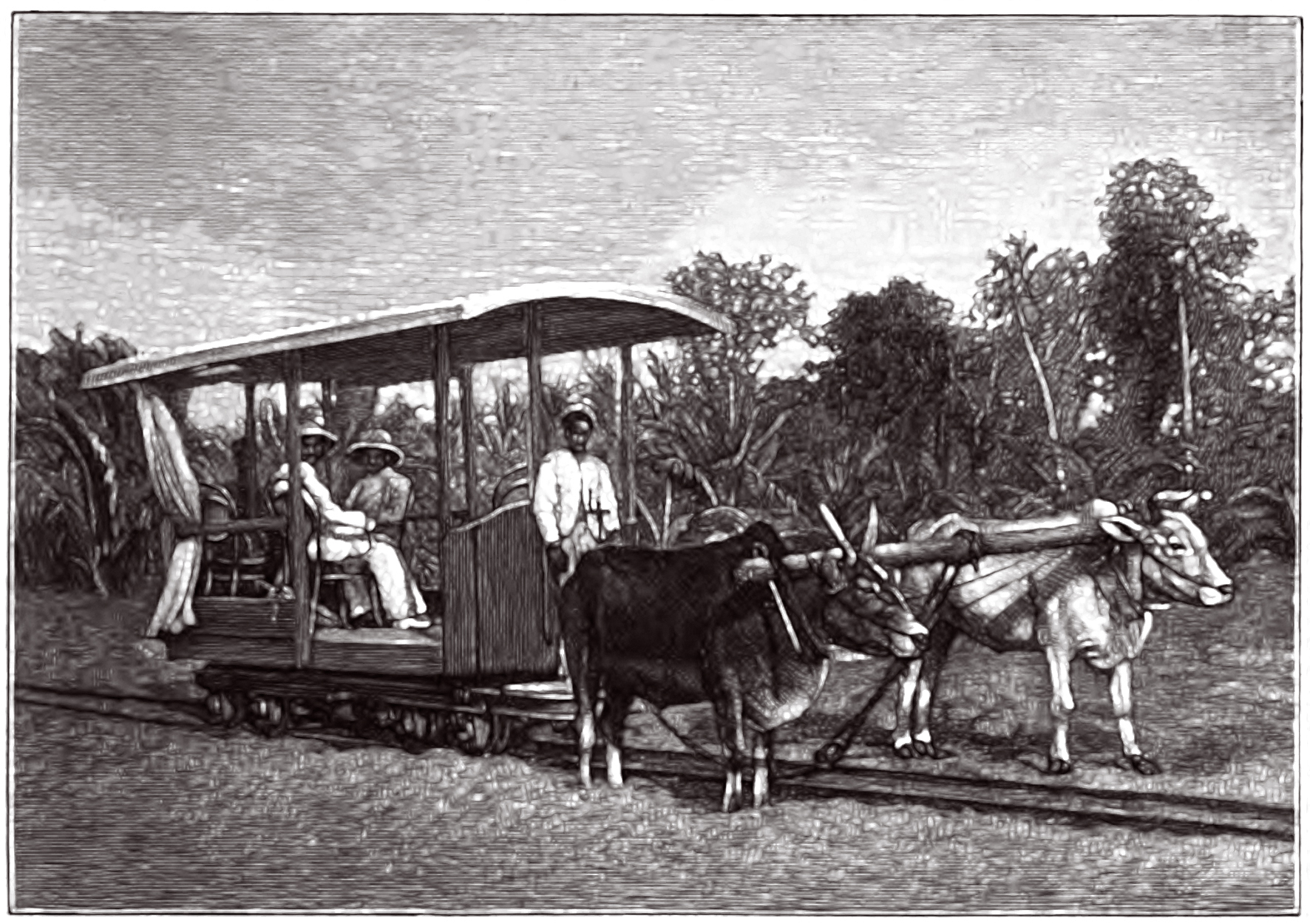
Von Ochsen gezogene Bahn in Stephansort, Deutsch-Neuguinea, 1902

Folgende Eisenbahnstrecken wurden ganz oder teilweise als bedeutende Pferdebahn betrieben:
- Waggonway Tranent–Cockenzie, erste Pferde-Feldbahn in Schottland, 1722. Umspurung und Umstellung auf Dampftraktion 1880.
- Little Eaton Gangway oder Derby Canal Railway, 1792–1908, Güterbahn mit 6 km Länge auf Rillenschienen in Little Eaton in Derbyshire
- Rauendahler Schiebeweg in Bochum-Sundern/Hattingen-Baak 1787 oder 1794, Gefällestrecke(n), Bewegung der beladenen Wagen durch Schwerkraft, Rückführung der leeren Wagen mit Pferdekraft.
- Pferdegezogene Schmalspurbahn der Hay Railway Company, 1816 eröffnet. Diese Bahn verband Eardisley in Herefordshire, England, mit Brecon in Wales auf einer Streckenlänge von 24 Meilen. Die Gesellschaft ging 1860 in der Hereford, Hay and Brecon Railway auf und die Strecke wurde für den Betrieb mit Dampflokomotiven auf Normalspur umgestellt.
- Stratford and Moreton Tramway, 1826, zwischen Stratford-upon-Avon und Moreton-in-Marsh mit einer späteren Stichstrecke nach Shipston-on-Stour, etwa 25 km, hauptsächlich Güterverkehr; 1889 teilweise auf Dampfbetrieb umgestellt, Rest um 1904 stillgelegt.
- Pferdeeisenbahn Budweis–Linz–Gmunden 1827, alte Handelsstraße Goldener Steig, erste Ferneisenbahn des europäischen Kontinents, bei Umstellung auf Dampfbetrieb großteils neu trassiert.
- Bahnstrecke Saint-Étienne–Andrézieux, 1827–1844 als Pferdebahn, danach Lokomotivbetrieb
- Schlebusch-Harkorter Kohlenbahn zwischen Silschede und Haspe, 1828–1877, danach Dampfbetrieb mit zwei Lokomotiven
- Bahnstrecke Saint-Étienne–Lyon, Personenverkehr 1829–1844 als Pferdebahn, Güterzüge von Anfang an teilweise mit Dampfbetrieb.
- Pferdebahn Prag–Lana, 1830
- Wuppertal-Vohwinkel–Essen-Überruhr als Prinz-Wilhelm-Eisenbahn 1831–1847, danach Dampfbetrieb
- Ludwigseisenbahn-Gesellschaft erhielt am 19. Februar 1834 die königlich bayerische Konzession zum Bau einer Eisenbahn von Nürnberg und Fürth, erstmals wurde der Pferdebahnbetrieb in Deutschland 1835 mit einer Dampflokomotive (Adler) ergänzt.
- Tyrnauer Pferdeeisenbahn, 1840: erster Teil zwischen Pressburg–Sankt Georgen (1846: 63 km, umgebaut in eine Lokomotiveisenbahn in den 1870er Jahren)
- Pferdebahn Hennef–Ruppichteroth 1860–1863, danach Dampfbetrieb (ab 1934 auch Dieseltriebwagen). Bis 1971.
- Cottbus-Schwielochsee-Eisenbahn 1846–1879 – etwa 31 km lang, konnte nicht nachgerüstet werden.
- Die 1853 eröffnete nordirische Bahnstrecke Fintona Junction–Fintona lief im Personenverkehr als Pferdebahn, während die Güterzüge von Dampfloks gezogen wurden.
- Pferdebahn Warstade zwischen der Portland-Zementfabrik in Warstade – heute Ortsteil von Hemmoor – und den Verladestationen, bis 1887 der Industriehafen Schwarzenhütten an der Oste, dann Bahnhof an der Fernbahn Hamburg–Cuxhaven. 1895 Umstellung auf Dampftraktion.[1]
- Thüringerwaldbahn: Um 1880 wurde der Bau einer Pferdebahn in Erwägung gezogen, eine Teilstrecke bei Waltershausen wurde auch bis 1900 errichtet. Arbeiten zu Verlängerung und Elektrifizierung ab 1914, elektrischer Betrieb ab 1929.
- Pferdebahn Derendingen–Biberist–Gerlafingen 1864–1875
- Südaustralien: Victor Harbor Horse Drawn Tram 1896–1956 und 1986 bis heute.

## Straßenbahn
Im Bereich der Straßenbahnen hielt sich der Antrieb mit Pferden länger. Die meisten der deutschen und auch ausländischen Straßenbahngesellschaften begannen bis Mitte der 1880er Jahre ihren Betrieb mit Pferden. In Deutschland gab es über 90 Pferdestraßenbahnen, weltweit über 1700.

### Europa

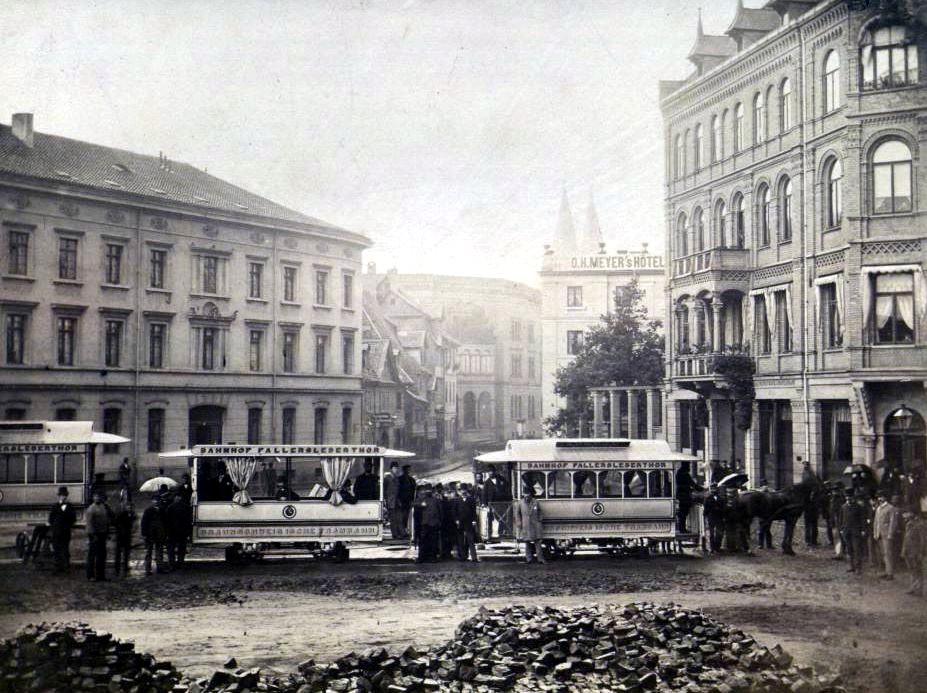
Eingang der Friedrich-Wilhelm-Straße in Braunschweig am Tag der Eröffnung der Pferdeeisenbahn, dem 11. Oktober 1879

Kölner Pferdebahn-Sommerwagen, hergestellt von der Waggonfabrik Herbrand

- Europas erste Pferdestraßenbahn war die Überland-Straßenbahn Montbrison–Montrond. 1839 in Betrieb genommen, wurde sie 1848 nach dem zweiten Konkurs wieder eingestellt.
- Von größerer Dauerhaftigkeit war die ebenfalls zunächst als Pferdebahn betriebene zweite Straßenbahn der Alten Welt in Frankreich, das erste Pariser Straßenbahnnetz, 1855–1938.
- Die ersten Pferdestraßenbahnen Englands wurden in Birkenhead (29. August 1860) und London (1861) betrieben.
- Am 22. Juni 1865 nahm mit der Berliner Pferde-Eisenbahn die erste Pferdestraßenbahn Deutschlands zwischen dem Brandenburger Tor und Charlottenburg ihren Betrieb auf.
- Österreichs erste Pferdestraßenbahn verkehrte ab dem 4. Oktober 1865 vom Schottentor in Wien nach Hernals, das zu jener Zeit ein bedeutender Vorort der Hauptstadt war. Bereits 1840 bis 1842 war für kurze Zeit eine Straßenbahn im Bereich des Augartens in Betrieb gewesen.
- Ab 1878 fuhr die Pferdestraßenbahn durch Graz, 1899 wurde sie elektrifiziert.[2]
- Im rumänischen Timișoara, das damals noch zum Königreich Ungarn gehörte, ging 1869 die dortige Pferdebahn in Betrieb.
- Die Douglas Bay Horse Tramway in der Hauptstadt der Isle of Man ist noch in Betrieb und gehört zu den Attraktionen der Insel.
- In der Schweiz verkehrte das erste „Rösslitram“ ab dem 19. Juni 1862 in Genf.
- In Zürich ist eine Einspänner-Straßenbahn vor dem Hauptbahnhof für 1865 bis 1899 (1900 bereits elektrisch) dokumentiert.[3]
- In den Klein- und Mittelstädten Frankreichs verlief die Entwicklung zeitlich verzögert: Noch gegen Ende des 19. Jahrhunderts wurden Pferdestraßenbahnen in Betrieb genommen. In Meterspur ausgeführt waren die Bahnen in Amiens (1891), Poitiers (1895), Epernay (1895) und Vienne (1895). Später setzte man aus Kostengründen auf die noch kleinere Spurweite von 600 Millimetern, so in Dunkerque (1896), in Berck (1899), Fort-Mahon (1899), Arcachon und Laboutarie im Département Tarn. Letztere existierte noch bis 1933 als Pferdebahn.[4]

#### Pferdebahnen in deutschen Großstädten

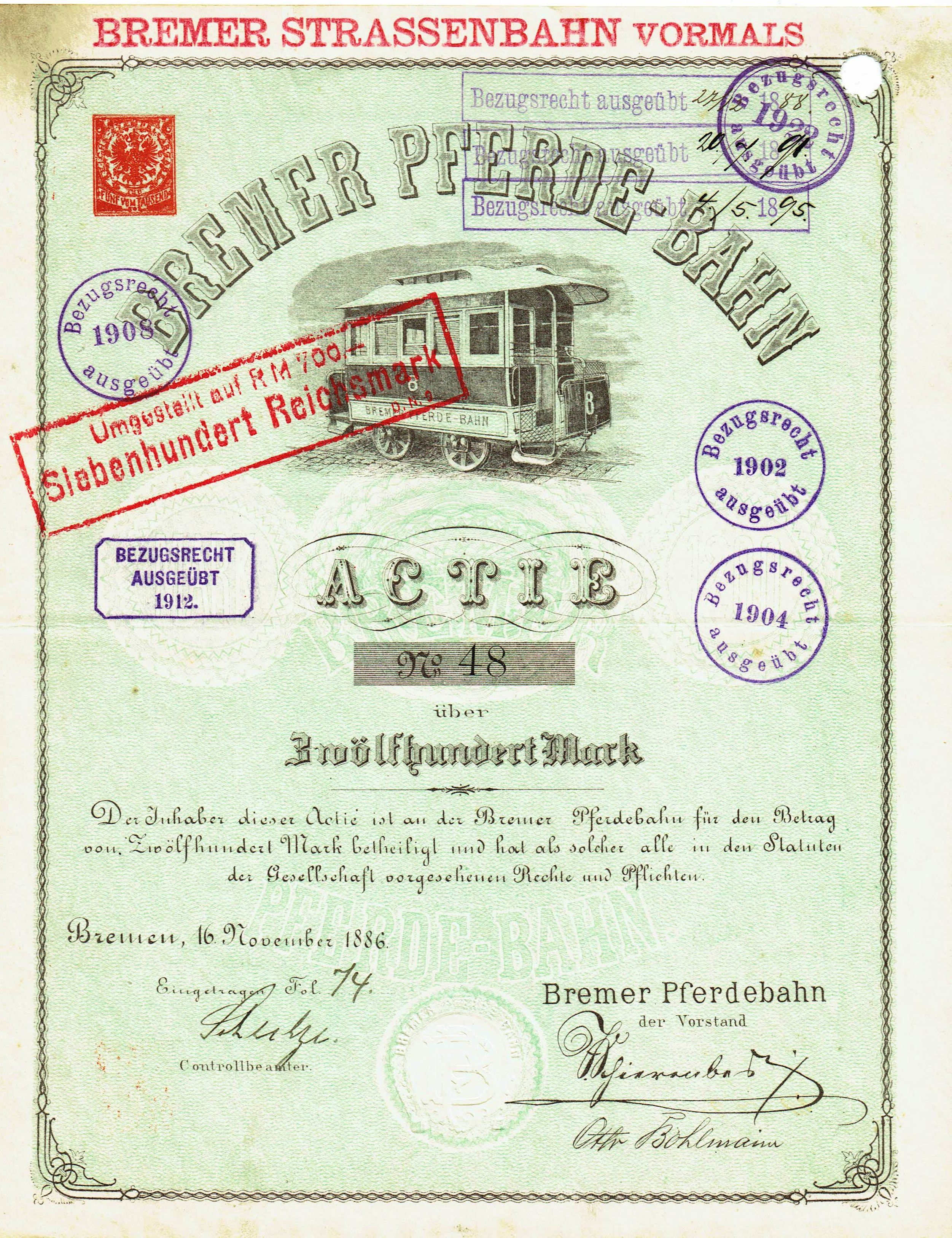
Aktie über 1200 Mark der Bremer Pferde-Bahn vom 16. November 1886

Die im Mai 1864 gegründete „Berliner Pferdeeisenbahn-Gesellschaft E. Besckow KGaA“ nahm den Betrieb zwischen Berlin und Charlottenburg im Juni 1865 auf und betrieb Ende 1865 bereits 24 Linien mit 192 Wagen, konnte sich aber aufgrund unzureichender Betriebsergebnisse nicht halten.
1864 folgte die Gründung der „Hamburger Pferde-Eisenbahn-Gesellschaft“ als Aktiengesellschaft. Aktionäre waren u. a. der Waggonfabrikant Friedrich Christian Lauenstein, J.C. Godeffroy & Sohn und Schröder Gebrüder. Ab August 1866 wurde regelmäßig die Strecke Hamburg – Wandsbek bedient, im Juni 1867 eine Linie nach Barmbek in Betrieb genommen. Die Pferde waren in der Mehrheit Schimmel und Rappen. Sie wurden vom Pferdehändler Claus Olde gestellt. Ein Reglement vom 10. August 1868 bestimmte, dass bei Ertönen der Signale der Pferdebahn die Bahnstrecke frei von Fußgängern und Fuhrwerken zu sein habe.
Es folgten Pferdebahnen in Stuttgart (Februar 1868), Frankfurt am Main, Leipzig und Dresden (jeweils 1872), Elberfeld/Barmen (September 1873), Bremen (Juni 1876), München (Oktober 1876), Düsseldorf (1876) und Köln (April 1877; Betreiber Ernst Hardt). Im Rheinland folgten noch Pferdebahnen in Aachen bzw. Stolberg (1880), Duisburg (1881), Mönchengladbach/Rheydt (1881), Krefeld (1883) und Bonn (1891).

#### Umstellung auf elektrischen Betrieb
Die meisten zunächst mit Pferden betriebenen Straßenbahnen wurden noch vor dem Ersten Weltkrieg auf elektrischen Betrieb umgestellt. Die Straßenbahn Stadthagen wurde als letzte Pferdebahn in Deutschland auf dem Festland 1930 eingestellt. Viele ehemalige Pferdestraßenbahnwagen wurden als Beiwagen für die elektrische Straßenbahn weiterverwendet. Bis 1949 verkehrte noch auf der Insel Spiekeroog die Spiekerooger Inselbahn mit Pferdetraktion.
Während Hannover bereits 1896 weitgehend von Pferd auf Elektrizität umgestellt hatte, geschah das in Berlin zögerlich. Der Haupteinwand bestand darin, dass die Strecken des öffentlichen Nahverkehrs in Berlin viel länger als in Hannover waren und man befürchtete, dass „die schweren Wagen auf längeren Strecken [...] stecken bleiben und so ein nicht leicht zu beseitigendes Verkehrhindernis bilden“. Zudem war nicht geklärt, welche Version der oberirdischen Stromführung man wählen wollte. Zur Diskussion standen das Rollen- und das Bügelsystem.

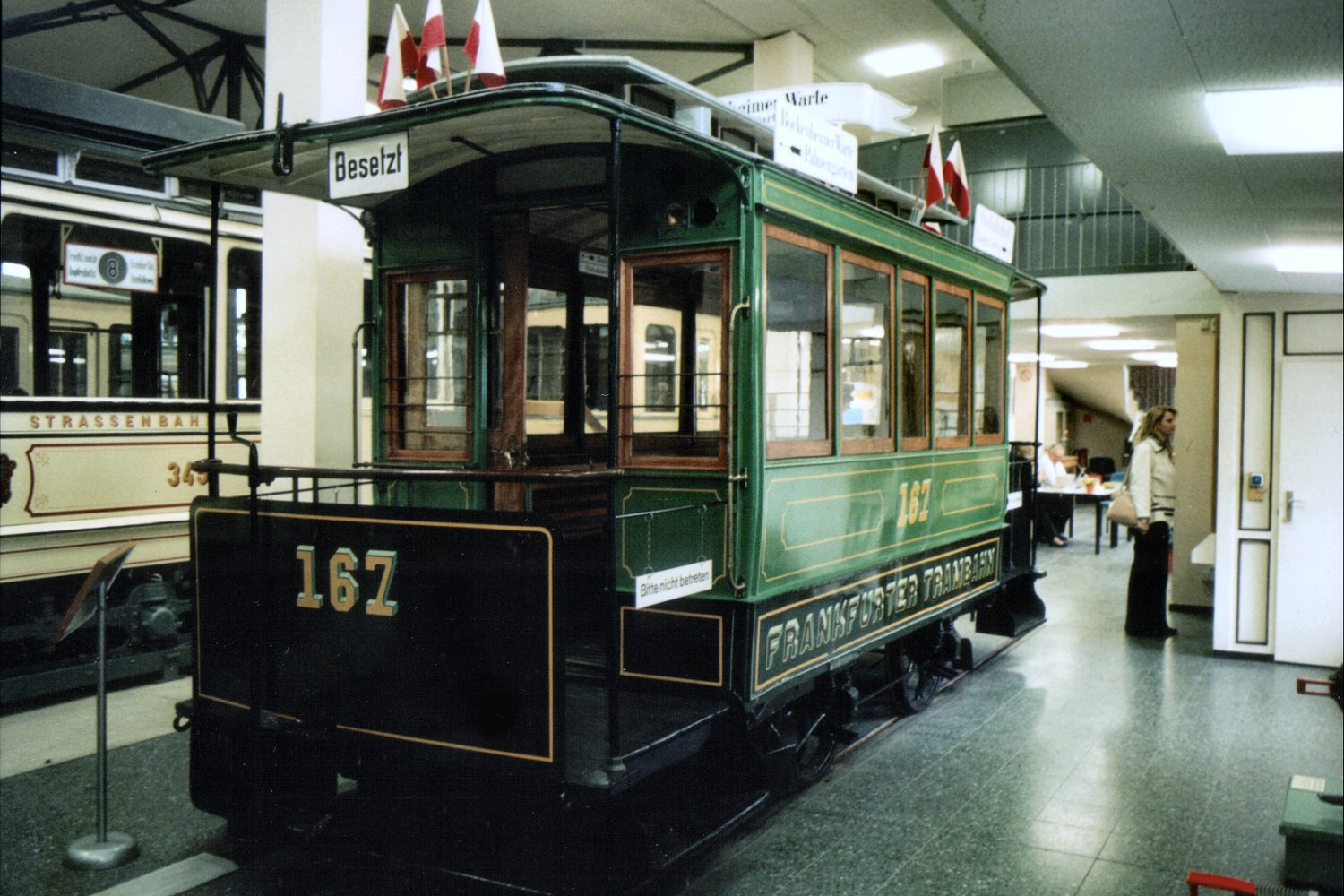
Pferdestraßenbahnwagen 167 der Frankfurter Trambahn-Gesellschaft (FTG) im Frankfurter Verkehrsmuseum
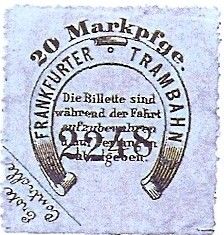
Ein Fahrschein der FTG von 1875, das Hufeisen symbolisiert den Pferdebetrieb
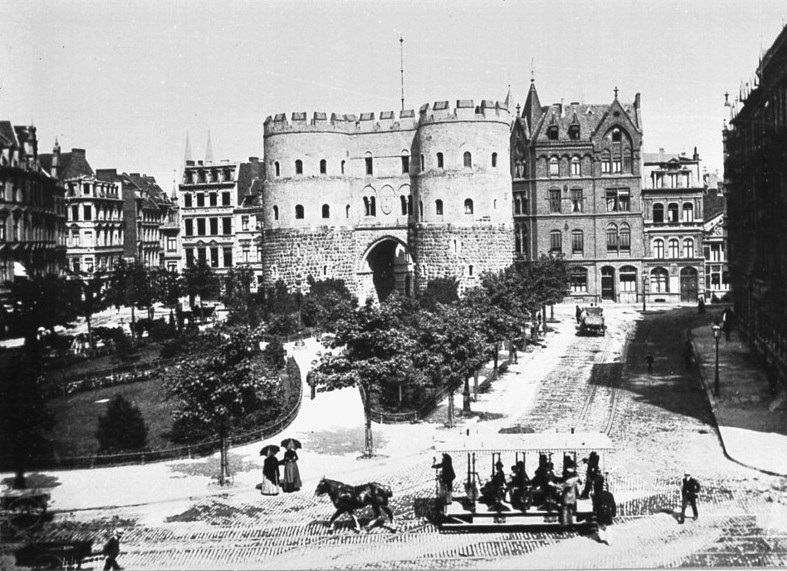
Pferdebahn in Köln am Hahnentor (um 1890)
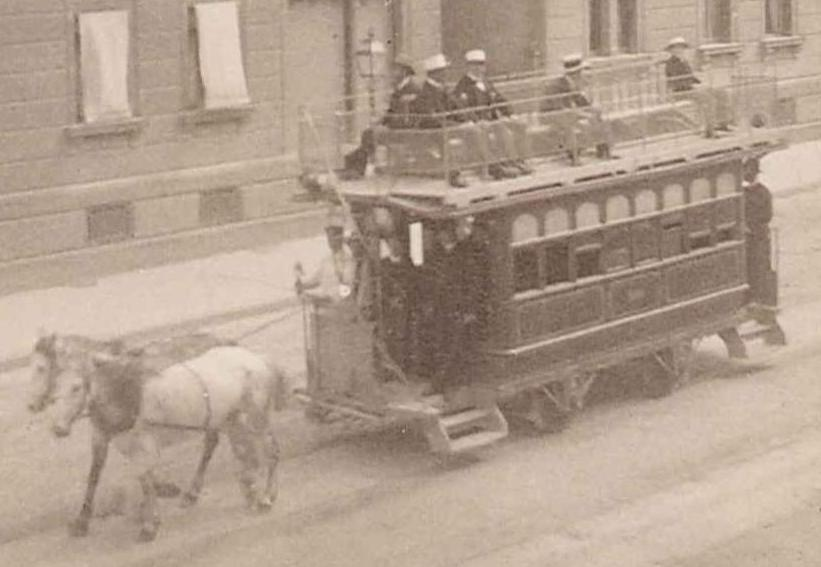
Pferdestraßenbahn in Stuttgart, 1896

### Asien

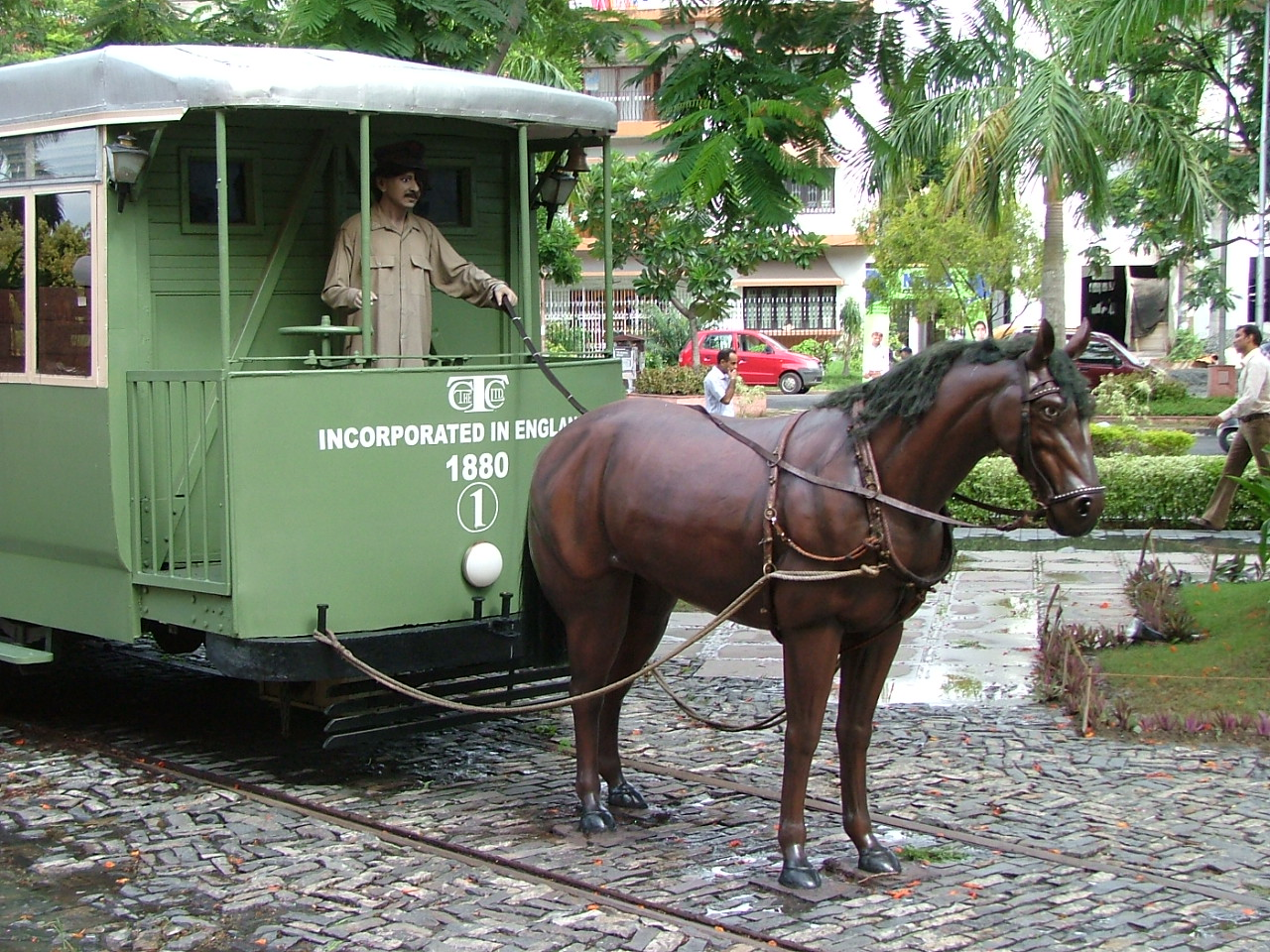
Modell einer Pferdebahn in Lebensgröße am City Centre, Kalkutta

- Die erste Pferdestraßenbahn Asiens in der irakischen Hauptstadt Bagdad war etwa vier Kilometer lang, wurde 1871 eingeweiht und vermutlich bis Mitte des 20. Jahrhunderts betrieben.[10]
- Die zweite Pferdetram in Asien fuhr ab dem 24. Februar 1873 in Kalkutta zwischen Sealdah und Armenian Ghat (Armenischer Kai) über Bowbazar und Dalhousie Square (jetzt BBD Bag). Die Calcutta Tramways Company wurde 1880 in London eingetragen. Heute ist es die einzige Stadt Indiens mit einer – seit langem auch hier motorgetriebenen – Straßenbahn. Derzeit gehört sie der Staatsverwaltung von West Bengal. Im Stadtzentrum steht ein Nachbau der ersten pferdegetriebenen Straßenbahn.
- Erstaunlich spät, 1926, begann anscheinend der Betrieb einer Pferdestraßenbahn in Irbit, Westsibirien, heute Föderationskreis Ural. Betrieben wurde sie bis 1933.

### Afrika
- Am 8. Januar 1863 nahm die erste Straßenbahn Afrikas im türkisch-ägyptischen Alexandria ihren Betrieb auf, mit einer 1860 erteilten Konzession. Später kamen weitere Linien hinzu, die heute elektrisch betrieben werden, siehe Straßenbahn Alexandria.
- In Südafrika fuhr ab dem 1. April 1863 in Kapstadt die Cape Town and Green Point Tramway (Adderley Street – Somerset Road – Green Point).
- In Liberias Hauptstadt Monrovia wurde noch um 1920 eine Pferdebahnlinie betrieben, die sich aber nicht zu rentieren schien.[11]

### Amerika
- Die weltweit erste pferdebetriebene Straßenbahn fuhr am 26. November 1832 in den Vereinigten Staaten in New York.
- Am 26. März 1856 begann der Pferdebahnbetrieb in Boston. Da es dort bis heute ein Straßenbahnnetz gibt, die Green Line mit ihren vier Ästen, hat Boston das älteste ununterbrochen betriebene Straßenbahnnetz der Welt.
- Das zweitälteste ist (bei heute nur noch acht Kilometern Straßenbahn) das am 30. Januar 1859 ebenfalls mit Pferdetraktion eröffnete in Rio de Janeiro.
- Die erste Pferdestraßenbahn Lateinamerikas ging auf Kuba bereits am 3. Februar 1858 in Havanna in Betrieb.
- Die erste Pferdestraßenbahn Südamerikas wurde in Chile am 10. Juni 1858 in Santiago de Chile eröffnet.

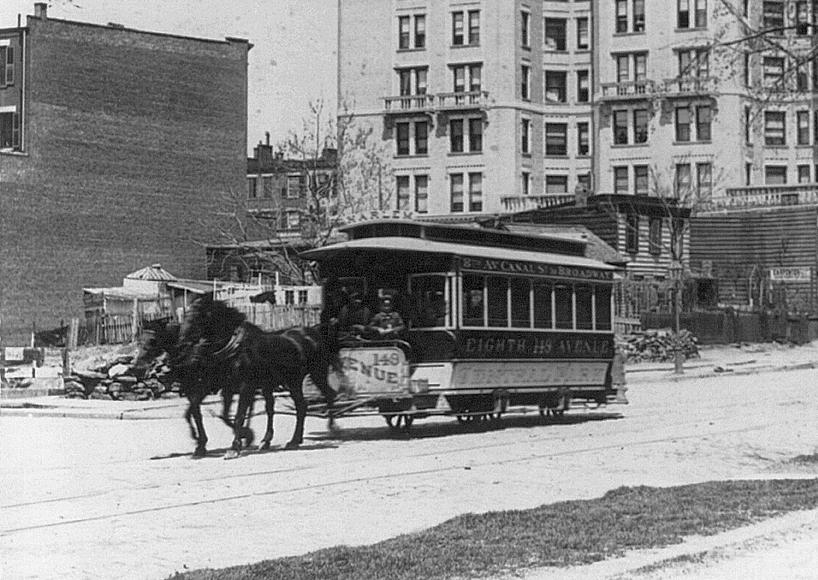
Pferdebahn in New York, um 1895
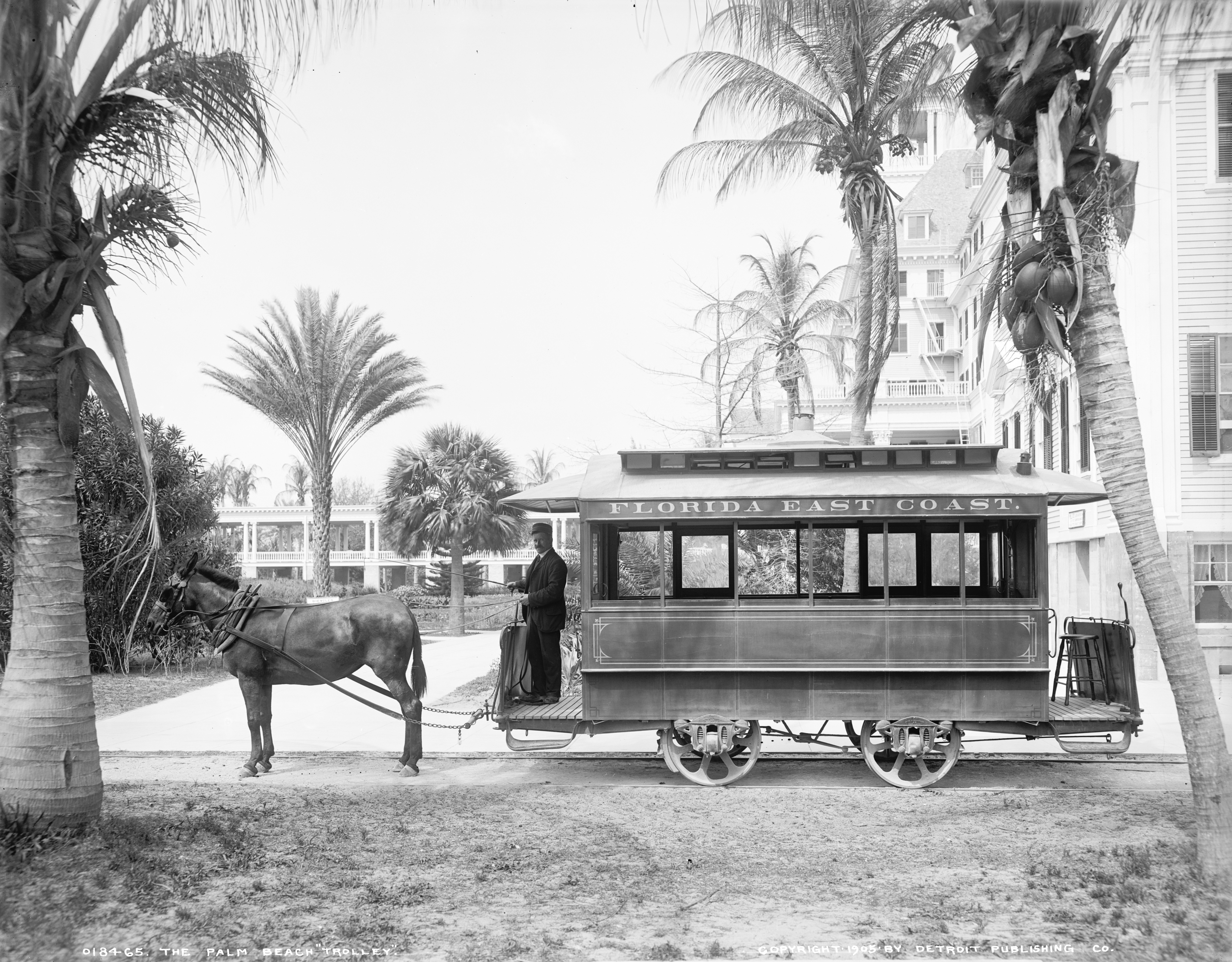
Pferdetram in Palm Beach 1905
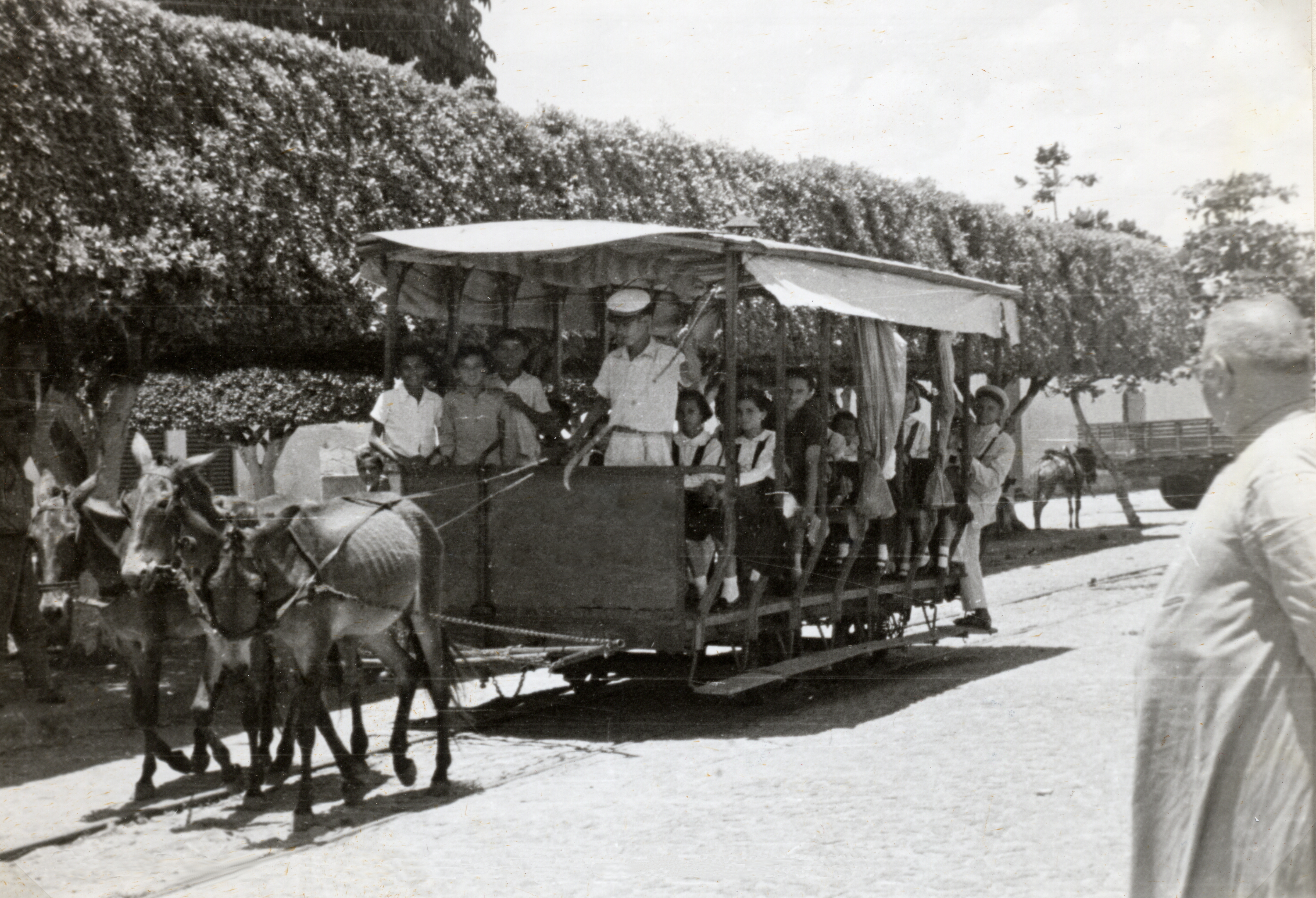
Von Maultieren gezogene Straßenbahn 1951 im brasilianischen Limoeiro

### Australien
Auch die 1861 in Sydney eröffnete erste Straßenbahn Australiens war eine Pferdebahn. Die Victor Harbor Horse Drawn Tram ist eine breitspurige Pferdestraßenbahn von Victor Harbor bis zur Granite Island in der Encounter Bay bei Adelaide in South Australia, die ursprünglich von 1894 bis 1956 in Betrieb war und seit 1986 mit doppelstöckigen Nachbauten wieder für Touristen fährt.

## Feldbahn
Ein Betrieb mit Pferden war auch auf Feldbahnen gebräuchlich, beispielsweise auf landwirtschaftlichen Zwecken dienenden Feldbahnen. Im landwirtschaftlichen Einsatz ging man davon aus, dass zwei Pferde auf annähernd ebenen Schienenstrecken mit gelegentlichen geringen Steigungen einen Wagen mit acht Tonnen Nutzlast und auf Steigungen bis fünf Prozent immerhin noch mit einer Nutzlast von drei Tonnen ziehen konnten. Dies war aber eineinhalb- bis zweimal so viel, wie das gleiche Gespann auf befestigter Straße zu leisten vermochte. Im Vergleich zum Zug eines Ackerwagens auf unbefestigten Feldwegen ging man sogar von der drei- bis vierfachen Leistung aus.

## Heutige Pferdebahnen
- Europa

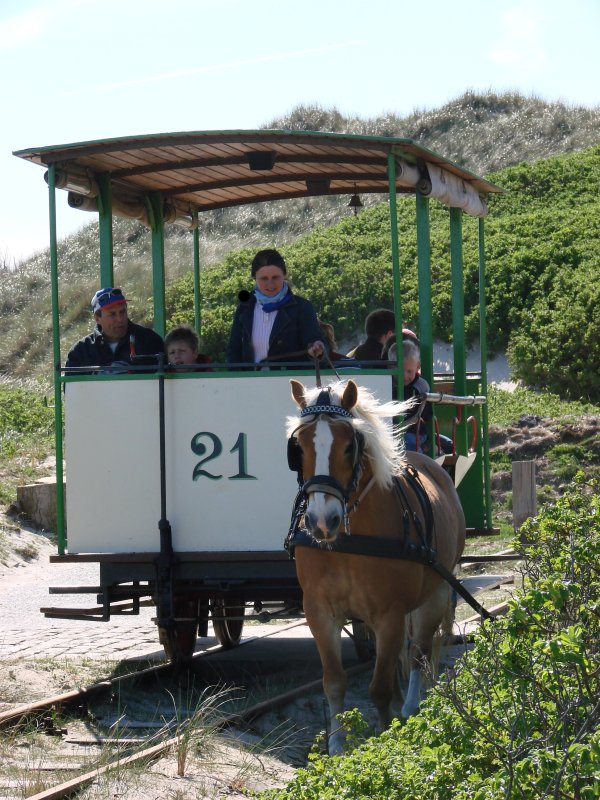
Museumspferdebahn auf Spiekeroog an der Endhaltestelle

  - Die Spiekerooger Inselbahn wird seit der Aufgabe des regulären Betriebs im Jahre 1981 im Sommerhalbjahr wieder museal als Pferdebahn betrieben.
  - Eine weitere Museumsbahn mit Pferdebetrieb ist die am 9. Juni 2007 wiedereröffnete Döbelner Straßenbahn in Sachsen.
  - In Kerschbaum, Gemeinde Rainbach im Mühlkreis, Bezirk Freistadt in Oberösterreich wurden circa 500 Meter der Originalbahn nachgebaut.[15]
  - Die Douglas Bay Horse Tramway in Douglas auf der Isle of Man erfüllt seit 1876 bis heute ihre Dienste. Mehr als 40 Kaltblüter stehen in den städtischen Stallungen, um von Anfang Mai bis Ende September Fahrgäste auf der 2,8 Kilometer langen zweigleisigen Tramstrecke entlang der Seepromenade von Douglas zu transportieren.
  - Im Disneyland Paris verkehrt eine Pferdebahn auf der „Main Street“ zwischen dem Haupteingang und dem zentralen Platz, von dem man zu den einzelnen Erlebnisbereichen gelangt.
  - Im Nahverkehrsmuseum Dortmund wird der 1976 gebaute Sommerbeiwagen 510 in den Sommerferien als Pferdebahnwagen eingesetzt.
- Amerika
  - Auch im Disneyland Resort in Anaheim (USA) verkehrt eine Pferdebahn auf der „Main Street“ zwischen dem Haupteingang und dem zentralen Platz, von dem man zu den einzelnen Erlebnisbereichen gelangt.
  - Eine historische Pferde-Feldbahn fährt im Ardenwood Historic Park in Fremont (USA).
- Asien
  - Im Freilichtmuseum Hokkaido Historic Village bei Sapporo (Japan) verkehrt an Wochenenden im Sommer eine Pferdebahn auf der Hauptstraße. Im Winter fahren stattdessen Pferdeschlitten.
- Australien
  - Die Victor Harbor Horse Drawn Tram fährt als Touristenbahn seit 1986 wieder ganzjährig täglich von Victor Harbor bis zur Granite Island in der Encounter Bay bei Adelaide in South Australia.

## Zugkraft
Ein Pferd von 700 Kilogramm Masse hat rund 7000 Newton Eigengewicht und kann etwa 20 Prozent davon, also 1400 N Zugkraft leisten.
Am Beispiel der neuen Döbelner Pferdebahn ergibt sich bei einem unbesetzten Wagen von 2.040 Kilogramm Masse ein Zugwiderstand (Rollwiderstand „Eisen auf Eisen“) von nur 600 N. Mit 22 Fahrgästen besetzt (circa 1650 Kilogramm zusätzlich ergibt insgesamt etwa 3700 kg Masse) beträgt der Zugwiderstand auf ebener Strecke circa 800 N. Somit ist ein einspänniger Betrieb möglich, ohne dass der Tierschutz vernachlässigt wird. Mit der Zugkraftreserve von 600 N bewegen sich das Pferd und der besetzte Wagen auch noch bis zu 13 Promille Steigung bergauf. Zweispännig hat das Gespann dann 5100 kg Gesamtmasse – 2000 N Zugkraft über dem Bedarf fürs Rollen –, ausreichend für 39 Promille Aufwärtsfahrt. 

## Tierschutz und Anzahl der Pferde
Für den Betrieb einer Pferdebahn sind stets deutlich mehr Pferde als Wagen notwendig, da sich die Tiere nach jedem Einsatz erholen müssen und daher ständig durchgewechselt wurden. In der Regel mussten sie nach 45 bis 60 Minuten ausgespannt werden und benötigten anschließend eine lange Ruhepause. Diese Pausen fanden meist an den Endstationen statt, wo sogenannte Reiterbuben – auch Trambahnreiter oder Vorspanner genannt – die Pferde abschirrten, fütterten und tränkten. Der Kutscher spannte anschließend für die Rückfahrt ein ausgeruhtes Tier ein. In Bonn legte ein Dienstpferd im ersten Betriebsjahr 1891 dabei durchschnittlich rund 19 Kilometer täglich zurück, in den Folgejahren stieg diese Leistung auf rund 19,5 Kilometer im Jahr 1892 bzw. 20,4 Kilometer im Jahr 1893 an – bevor sie in den Jahren 1895 (17,44 Kilometer täglich) und 1896 (16,78 Kilometer täglich) wieder etwas absank. Bei der Neuen Berliner Pferdebahn dauerten die Spanndienste im Schnitt drei Stunden täglich.
Da die Pferdebahnwagen oft verhältnismäßig schwer waren, forderte man die Kutscher beispielsweise in Frankfurt am Main per Dienstanweisung auf, an den Haltestellen nicht vollständig zum Stehen zu kommen, damit die Pferde die Wagen nicht aus dem Stand heraus in Bewegung setzen mussten. Dem gleichen Zweck dienten Rückfallweichen und lange Ausweichen, die fliegende Kreuzungen erlaubten. Ebenfalls aus Gründen des Tierschutzes war der kurze Trab die vorgeschriebene Gangart, schnellere Gangarten waren grundsätzlich untersagt. An Steigungen hielten sich sogenannte Trambahnreiter bereit, um für die Bewältigung der Rampe zusätzliche Pferde anzuspannen. In Frankfurt waren die Zugtiere durchschnittlich zwischen viereinhalb und sechs Jahren bei der Pferdebahn im Einsatz, bevor die Straßenbahngesellschaft sie an Landwirte verkaufte.
In der Regel galt bei Einspännern ein rechnerisches Verhältnis von fünf bis sieben Tieren pro Wagen. Im Gegensatz dazu begnügte sich die Zürcher Strassenbahn Gesellschaft mit durchschnittlich drei bis vier Pferden pro Wagen, was ihr den Vorwurf einbrachte, dass sie ihre Tiere zu Tode schinde. In Köln hingegen entfielen auf einen Personenwagen im Jahr 1883 nur 2,6 Pferde und im Jahre 1899 nur 2,44 Pferde. Somit wurde eine große Zahl an Pferden benötigt, in größeren Städten handelte es sich um mehrere Tausend. In den Gemeinschaftsställen konnten sich Infektionskrankheiten rasch ausbreiten, so brachte beispielsweise in den 1870er Jahren eine große Pferdeepidemie den Straßenbahnverkehr in einer ganzen Reihe amerikanischer Großstädte zum Erliegen. Probleme gab es auch mit der Straßenverschmutzung durch Kot, die Beseitigung der Exkremente wurde bei dichtem Betrieb nach und nach zu einem unlösbaren Problem – vor allem im Sommer häuften sich die Beschwerden über den aufdringlichen Gestank, sowie mit dem Füttern und Tränken der Tiere. Außerdem benötigte man Tierärzte für die gesundheitliche Betreuung.

## Haltestellen
Viele Pferdestraßenbahnen besaßen – außer den Endstationen – keine festen Haltestellen, auch bei der weltweit ersten Anlage in New York war dies der Fall. Die Fahrgäste konnten jederzeit auf Zuruf vom Wageninneren bzw. mittels Zuwinken vom Straßenrand aus das Anhalten verlangen. Selbst das Auf- und Abspringen während der Fahrt war oft erlaubt. Spätestens mit Einführung der schneller fahrenden elektrischen Straßenbahn führten dann schließlich alle Straßenbahngesellschaften die bekannten festen Zwischenhaltestellen ein, wenn auch teilweise bis heute als Bedarfshalt. Von der 1881 eröffneten Straßenbahn Nürnberg ist überliefert, dass dort noch vor der 1896 erfolgten Elektrifizierung feste Punkte als Haltestellen eingerichtet wurden, um die Pferde zu schonen. Die Straßenbahn Erfurt führte die festen Halte 1883 sogar schon nach nur einem knappen halben Jahr Pferdebahnbetrieb ein, bei der 1865 eröffneten Straßenbahn Wien dauerte es vier Jahre. Bei der Straßenbahn Hamburg wiederum führte erst das ab 1880 aktive dritte Pferdebahnunternehmen, die SEG, feste Haltestellen ein. Im Gegensatz dazu kannten die beiden älteren Vorgängergesellschaften PEG und HAT noch keine festen Haltestellen. In Stuttgart bestand die Besonderheit, dass zwar ab 1878 feste Stationen existierten – die Pferdebahn aber auf Wunsch Fahrgäste jedoch auch weiterhin an jedem Punkt der Strecke aus- bzw. einsteigen ließ.

## Trivia
Im Kinofilm Der letzte Scharfschütze (1976) von Don Siegel mit John Wayne, Lauren Bacall und James Stewart wird die Pferdestraßenbahn von Carson City mehrmals prominent in Szene gesetzt.

## Deutsches Pferdebahnmuseum
In Döbeln befindet sich eine museale Aufbereitung zum Thema.